# 聚富
聚富（しっぷ）は北海道石狩市厚田区の最南端にある地名。
厚田・古潭・望来・発足と並ぶ、厚田区を形成する5つの地域のひとつである。

## 地名の由来
当地を流れる現在のシュオプ川のアイヌ語名「スウォㇷ゚（suwop）」（箱）に由来すると考えられる。
この由来については「上流の山の形状が箱のようであった」とか「川の形状が箱のようであった」などの説があるが、定かではない。

## 地理
石狩川河口付近から北にかけての石狩湾に面しており、全体的には楕円形をしている。
南西部の海岸から石狩市八幡に接する一帯は平坦であり、全体の約40％を占める。残る北東部は丘陵地帯となっている。

## 歴史

### 開拓期以前
古い文献には聚富に関する記述がほとんどなく、松浦武四郎が1856年（安政3年）に作成した『東西蝦夷地山川取調地図』の中にシュオプ川（シップ川・聚富川とも）やシララトカリ川（知津狩川とも）の位置が記されたものが最古の言及と思われる。
厚田区の日本海沿岸は江戸時代からニシン・サケ・マスの漁場として栄えていたが、聚富の沿岸は遠浅の砂浜で船着き場を確保し難いためか、漁師が定住した記録は皆無である。サケやマスの漁季には漁師の親方が番屋を建てて漁業を営んでいた記録はあるが、あくまで一時的な居住でしかない。アイヌに関しては数戸で小集落を作って暮らしていた形跡があるものの、和人の進出に伴って次第に生活圏を奪われ退去したらしく、後の開拓期になって土中からアイヌの使っていた道具が発掘されたという話がある。
北隣の望来では1871年（明治4年）から開拓が始まっているのに対し、聚富はそれから20年以上経っても無人の地として捨て置かれており、その理由を明言した資料はないものの推察することは可能である。1871年（明治4年）に伊達邦直らの一行が開拓使から聚富の地を割り当てられたが、定住に先んじて地質や水質を調べたところ農耕不適地であることが判明し、開拓使の許可を得て当別へと移っていったことがあった。このため開拓使は聚富を開拓希望者に割り当てることを躊躇しており、開拓移民制度が廃止になる1895年（明治28年）まで後回しにしていたと考えられる。

### 開拓期
1895年（明治28年）、淡路島からの兵庫県団体二十数戸によって、聚富の開拓は始まった。団長の江本勘吉と友成某に引率された一行は、イギリス艦ポイント号で北海道に渡り、当初は石狩川河口右岸で開墾に着手したものの砂地であったため農耕には適さず、もう少し内陸に踏み入って再始動した。しかしそこでも作物の出来は悪く、生計を立てるには林業によるしかなかった。団員の大半は年を追うごとに当地での生活に見切りをつけ、長沼やその他に転出して四散してしまい、聚富に踏みとどまって開拓を続ける者は島田恒蔵・江本源太郎・阿部岩吉のわずか3名であった。
だが、残留者3名が未開の地を相手に奮闘するうち、尾張団体の一部や阿波、庄内、淡路の各地からやって来た後続の開拓者たちが年を追って加わり、集落は次第に発展していった。淡路の北阿万村の亀岡八幡宮より迎えた鏡を神体として神社が設立され、毎年秋には祭事が行われた。
1899年（明治32年）10月、小学校が設けられる。当初は寺子屋のようなものだった。
1902年（明治35年）4月、北海道二級町村制の施行により、聚富村は嶺泊村・望来村と合併して新しい望来村の一部となった。

### 大正時代以降
1917年（大正6年）の秋、小学校が拡張を続ける集落に合わせて中心部へと移転した。
1918年（大正7年）4月、石狩の来札に農業信用購買販売組合が創設され、農業経営を支援するようになった。
1924年（大正13年）秋、開村三十年記念式典が挙行されたころは、114戸約600人を抱える集落となっていた。
1926年（大正15年）に厚田・石狩間のバス路線が運行開始となり、交通が整ったことで道路のみならず河川治水も改修が進んで、田畑酪農の多角経営部落が実現する。
1945年（昭和20年）には灌漑用として電力が導入され、これが延長されて各戸に電気が届けられるようになった。
1952年（昭和27年）5月、聚富中学校が独立開校。
1988年（昭和64年）、水道開通。
1994年（平成6年）9月、聚富開村百年之碑が建立される。
2020年（令和2年）、聚富小中学校は石狩市立厚田学園へと統合され閉校した。

## ギャラリー

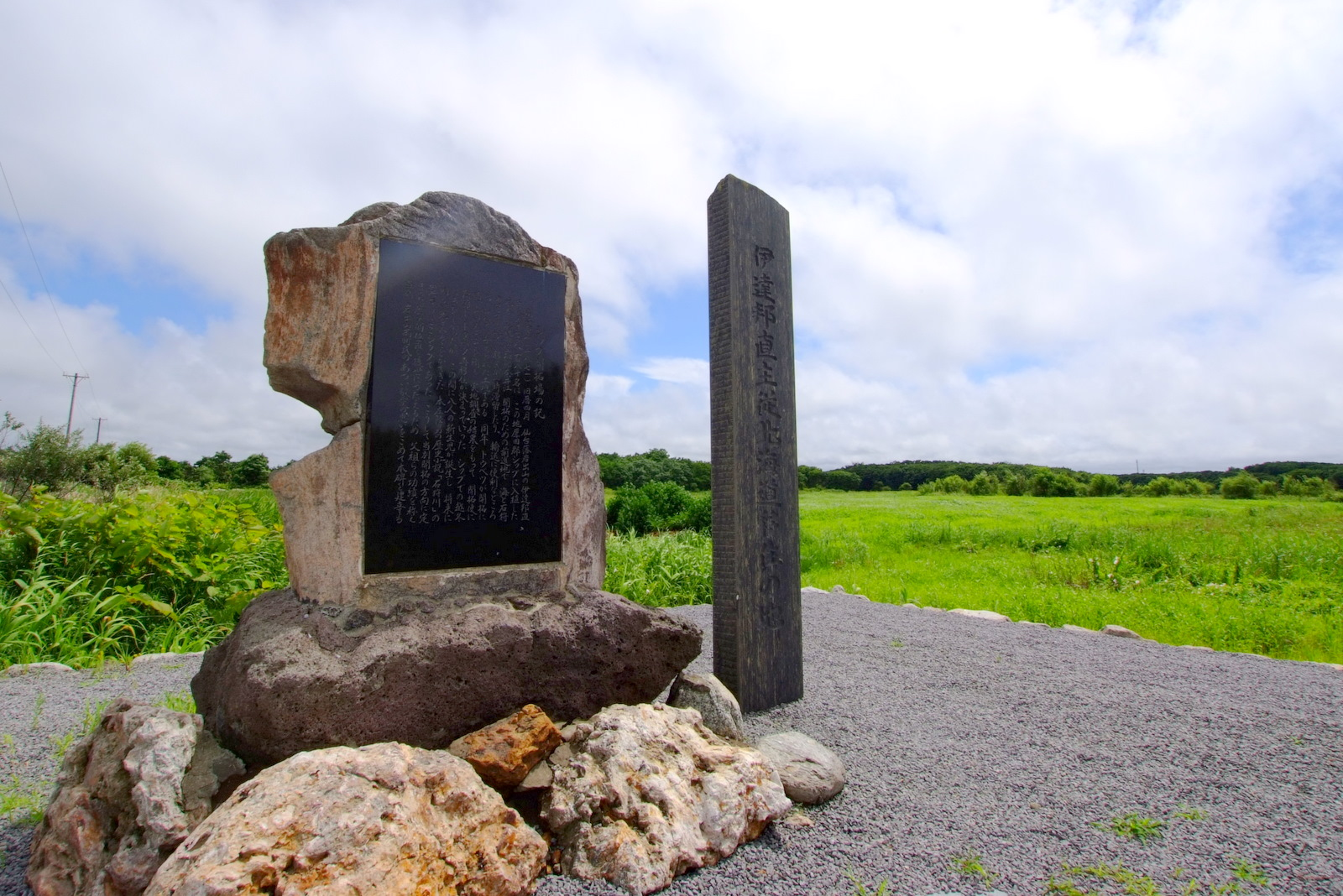
伊達邦直主従北海道移住の地碑
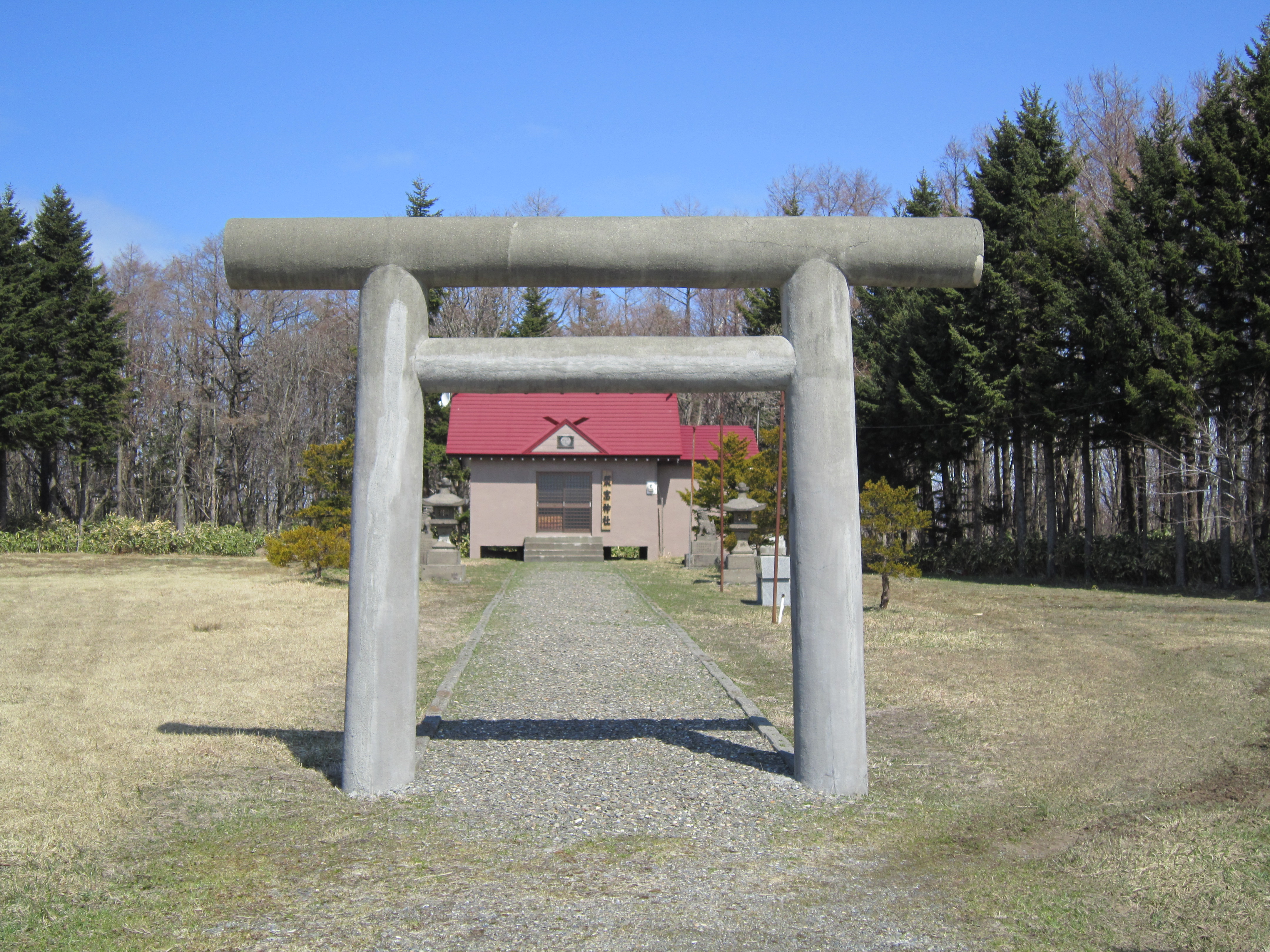
聚富神社
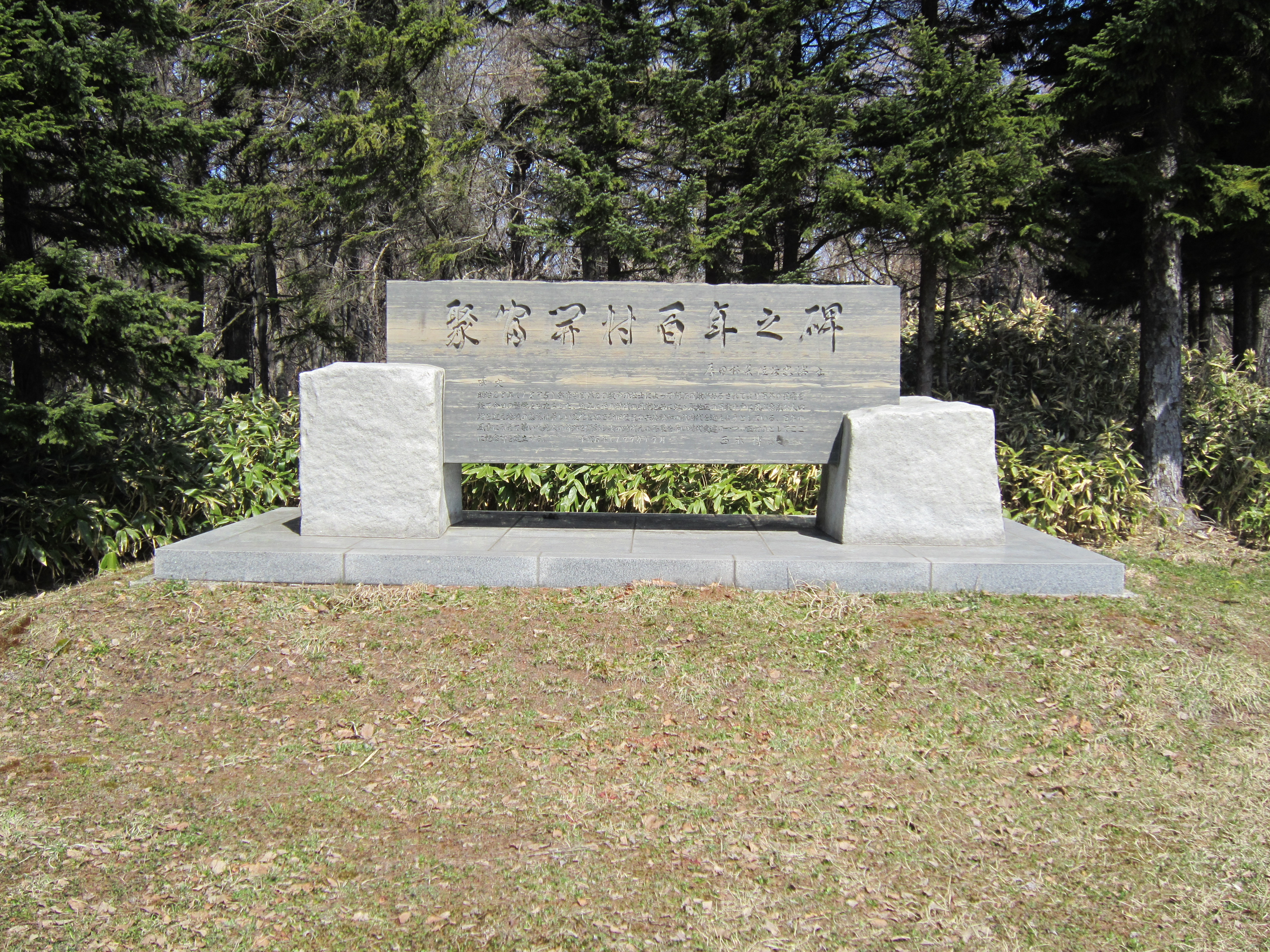
聚富開村百年之碑
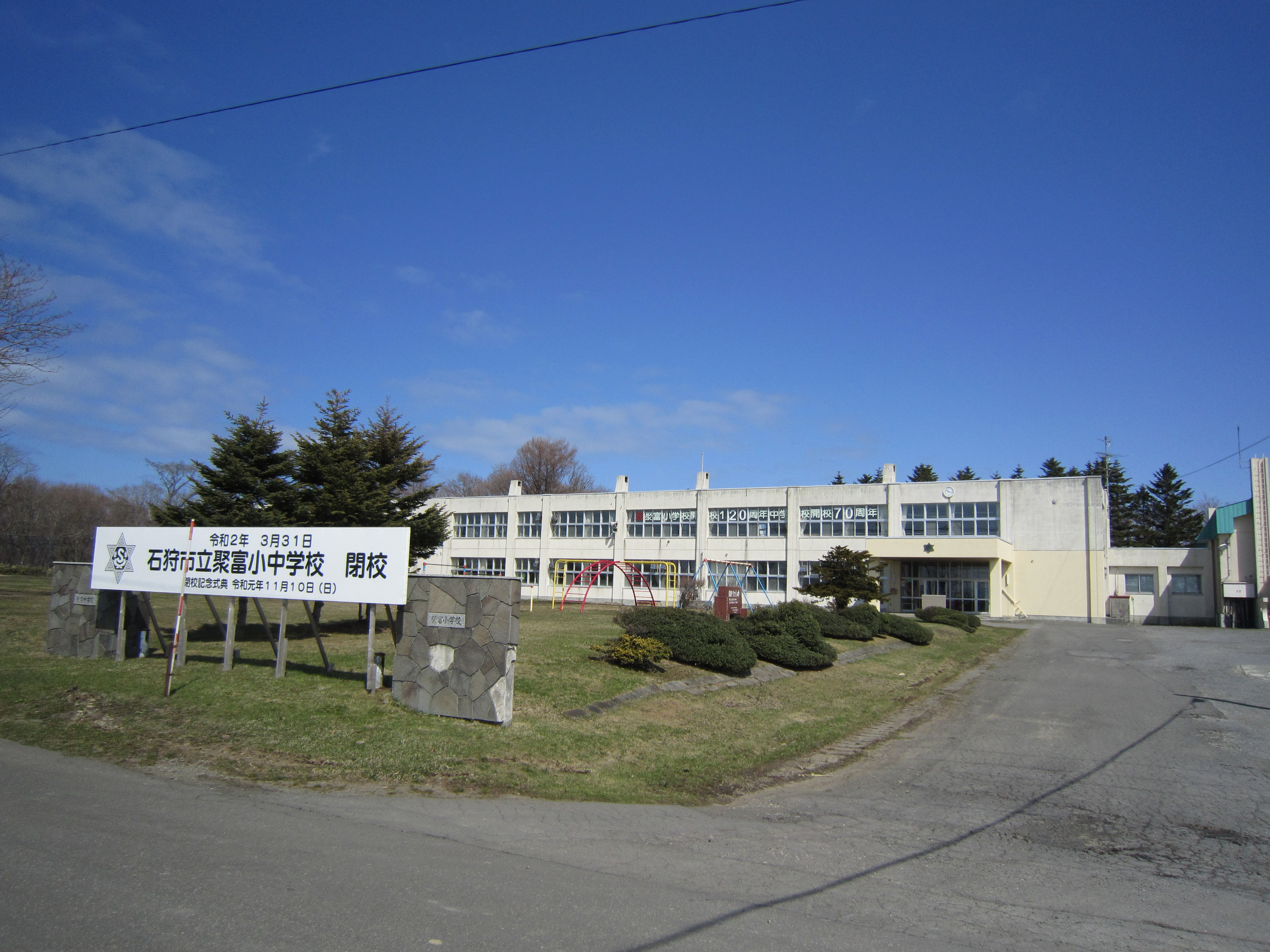
旧・聚富小中学校